# Thallogama
Thallogama là một chi bướm đêm thuộc họ Geometridae.